# Oyashio

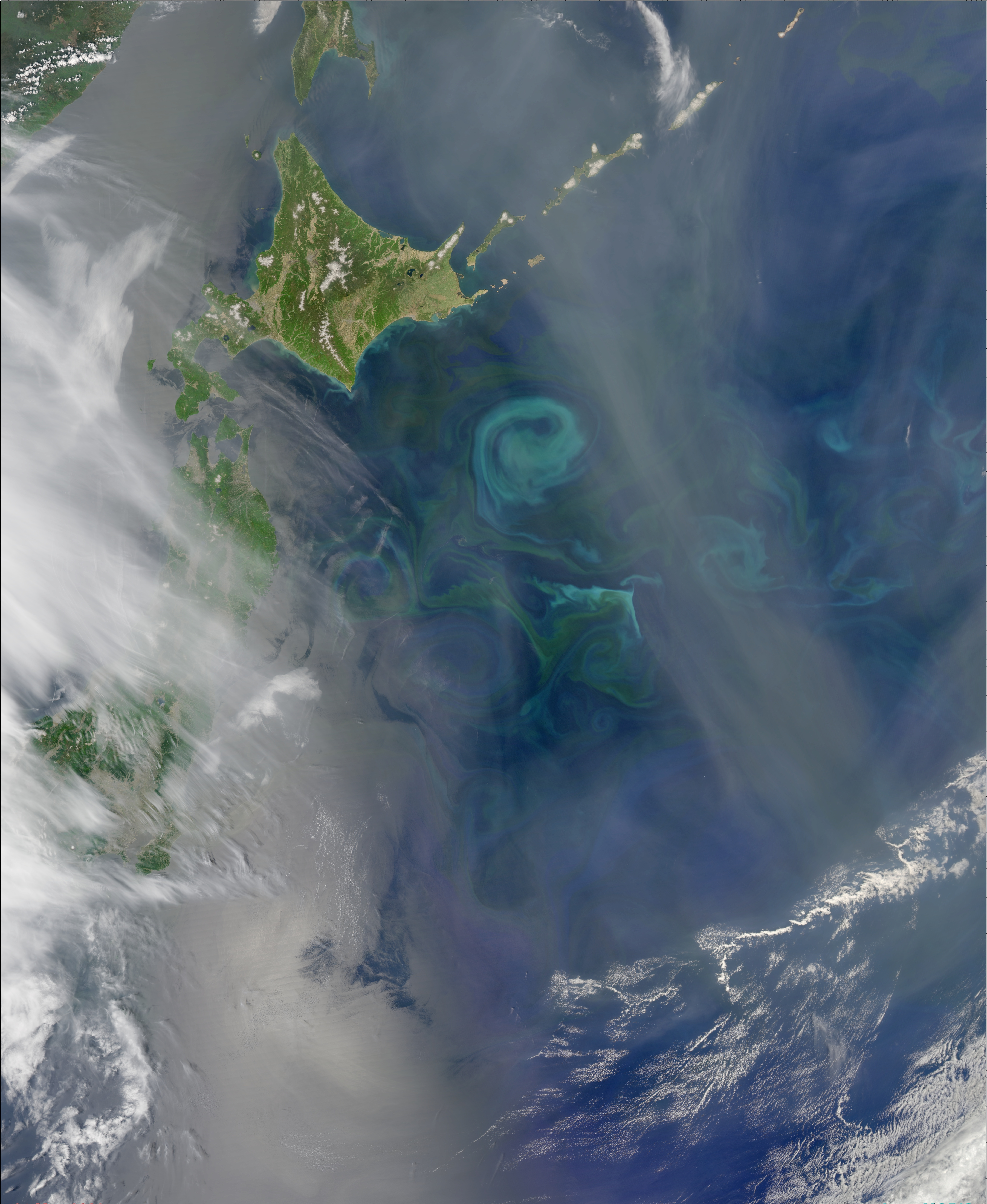
De Oyashio botst met de Kuroshio. Wanneer twee stromingen botsen veroorzaken zij draaikolken.

De Oyashio (ook bekend als Oya Siwo, Okhotsk en de Koerillenstroom) is een koude subarctische oceaanstroom die zuidwaarts en linksom stroomt in de noordwestelijke Grote Oceaan. Ze botst met de Kuroshio-stroom om zo de Noordpacifische stroom te vormen. De koude stroom loopt via de Beringstraat in zuidelijke richting en brengt zo koud water uit de Noordelijke IJszee naar de Stille Oceaan.
Het water van de Oyashio is rijk aan nutriënten en is bijgevolg rijk aan vissen.Tevens heeft de stroming een belangrijke invloed op het klimaat in de regio.